# Fountain Run
Fountain Run é uma cidade localizada no estado americano de Kentucky, no Condado de Monroe.

## Demografia
Segundo o censo americano de 2000, a sua população era de 236 habitantes.
Em 2006, foi estimada uma população de 244, um aumento de 8 (3.4%).

## Geografia
De acordo com o United States Census Bureau tem uma área de
2,5 km², dos quais 2,5 km² cobertos por terra e 0,0 km² cobertos por água. Fountain Run localiza-se a aproximadamente 241 m acima do nível do mar.

## Localidades na vizinhança
O diagrama seguinte representa as localidades num raio de 28 km ao redor de Fountain Run.